# Svalövsbygdens pastorat
Svalövsbygdens pastorat är ett pastorat i Frosta-Rönnebergs kontrakt i Lunds stift i Svalövs kommun i Skåne län. 
Pastoratet bildades 2014 genom sammanläggning av pastoraten:
- Svalövsbygden och Billeberga-Sireköpinge pastorat
- Teckomatorps pastorat

Pastoratet består av följande församlingar:
- Svalövs församling
- Billeberga-Sireköpinge församling
- Teckomatorps församling

Pastoratskod är 070905.